# Ataenius indutus
Ataenius indutus är en skalbaggsart som beskrevs av Rudolph Petrovitz 1961. Ataenius indutus ingår i släktet Ataenius och familjen Aphodiidae. Inga underarter finns listade.